# Hendea maitaia
Hendea maitaia is een hooiwagen uit de familie Triaenonychidae.